# (2472) Bradman
(2472) Bradman es un asteroide perteneciente al cinturón de asteroides, descubierto el 27 de febrero de 1973 por Luboš Kohoutek desde el Observatorio de Hamburgo-Bergedorf, Hamburgo, Alemania.

## Designación y nombre
Designado provisionalmente como 1973 DG. Fue nombrado Bradman en homenaje al jugador de cricket australiano "Donald George Bradman".